# Gradara
Gradara är en ort och kommun i provinsen Pesaro e Urbino i regionen Marche i Italien. Kommunen hade 4 874 invånare (2018).